# Veliki Risnjak
Veliki Risnjak är ett berg i Kroatien.   Det ligger i länet Gorski kotar, i den centrala delen av landet, 110 km väster om huvudstaden Zagreb. Toppen på Veliki Risnjak är 1 528 meter över havet, eller 286 meter över den omgivande terrängen. Bredden vid basen är 17,6 km.
Terrängen runt Veliki Risnjak är kuperad åt nordost, men åt sydväst är den bergig. Veliki Risnjak är den högsta punkten i trakten. Runt Veliki Risnjak är det ganska glesbefolkat, med 23 invånare per kvadratkilometer. Närmaste större samhälle är Rijeka, 19,2 km sydväst om Veliki Risnjak. I omgivningarna runt Veliki Risnjak växer i huvudsak lövfällande lövskog.